# Anacron
Anacron é um programa de computador que executa comandos periódicos agendados, tradicionalmente feitos por cron, mas sem assumir que o sistema esteja continuamente activo. Assim, pode ser utilizado para controlar a execução de trabalhos diários, semanais e mensais (ou por períodos de n dias) em sistemas que não funcionam 24 horas diários. anacron foi originalmente concebido e implementado por Christian Schwarz em Perl para o sistema operativo Unix. A implementação de fato, em C, foi escrita por Itai Tzur e é actualmente mantida por Sean 'Shaleh' Perry.
É um software livre com GNU General Public License (GPL).